# Perlesukker
Perlesukker er et produkt af raffineret hvidt sukker. Sukkeret er meget groft, hårdt og gennemsigtigt hvidt, og smelter ikke ved temperaturer, som man normalt benytter ved bagning. Produktet fremstillet normalt ved at knuse blokke af hvidt sukker, for derefter at sigte det for at stykker med en bestemt diameter. Sukkeret kan også fremstilles ved ekstruderingsproces.
I sverige kaldes det pärlsocker og i Finland raesokeri ("haglsukker") og mere sjældent helmisokeri ("perlesukker").
Sverige har en stor tradition for at bruge perlesukker til at dekorere forskelligt bagværk, konfekture og småkager med perlesukker, særligt ovenpå en almindelige bullar, og i Finland på pulla, forskellige kager og muffins og boller som kanelbullar (kanelsnegle) og havregrynskugler.
I Tyskland er det kendt som Hagelzucker ("haglsukker") og de bruges særligt på julesmåkager og kanelboller.
I Belgien bruges det på Liègevafler, mens Friesland bruger det på sûkerbôle.
I Frankrig bruges perlesukker ofte på chouquette.
I Italien bruges perlesukker på Colomba Pasquale.